# Campionato dell'Unione Sovietica di pallamano maschile
Il Campionato dell'Unione Sovietica di pallamano maschile era l'insieme dei tornei istituiti ed organizzati dalla federazione sovietica di pallamano.

La prima stagione si disputò nel 1962 mentre l'ultima si tenne nel 1992 per un totale di 31 edizioni disputate del torneo.

La squadra che vanta il maggior numero di campionati vinti è il CSKA Mosca (l'ultimo nel 1987) con 9 titoli.

## Albo d'oro
| Edizione | Vincitore              |
| -------- | ---------------------- |
| 1961-62  | Burevesztnyik Tbiliszi |
| 1962-63  | Atletasz Kaunasz       |
| 1963-64  | Burevesztnyik Tbiliszi |
| 1964-65  | MAI Mosca              |
| 1965-66  | Kuncevo Mosca          |
| 1966-67  | Kuncevo Mosca          |
| 1967-68  | MAI Mosca              |
| 1968-69  | Kuncevo Mosca          |
| 1969-70  | MAI Mosca              |
| 1970-71  | MAI Mosca              |
| 1971-72  | MAI Mosca              |
| 1972-73  | CSKA Mosca             |
| 1973-74  | MAI Mosca              |
| 1974-75  | MAI Mosca              |
| 1975-76  | CSKA Mosca             |
| 1976-77  | CSKA Mosca             |
| 1977-78  | CSKA Mosca             |
| 1978-79  | CSKA Mosca             |
| 1979-80  | CSKA Mosca             |
| 1980-81  | SKA Minsk              |
| 1981-82  | CSKA Mosca             |
| 1982-83  | CSKA Mosca             |
| 1983-84  | SKA Minsk              |
| 1984-85  | SKA Minsk              |
| 1985-86  | SKA Minsk              |

| Edizione | Vincitore         |
| -------- | ----------------- |
| 1986-87  | CSKA Mosca        |
| 1987-88  | SKA Minsk         |
| 1988-89  | SKA Minsk         |
| 1989-90  | Dinamo Astrachan' |
| 1990-91  | SZKIF Krasznodar  |
| 1991-92  | SZKIF Krasznodar  |

## Riepilogo vittorie per club
| Numero | Club              | Anni                                                                            |
| ------ | ----------------- | ------------------------------------------------------------------------------- |
| 9      | CSKA Mosca        | 1972-73, 1975-76, 1976-77, 1977-78, 1978-79, 1979-80, 1981-82, 1982-83, 1986-87 |
| 7      | MAI Mosca         | 1964-65, 1967-68, 1969-70, 1970-71, 1971-72, 1973-74, 1974-75                   |
| 6      | SKA Minsk         | 1980-81, 1983-84, 1984-85, 1985-86, 1987-88, 1988-89                            |
| 3      | Kuncevo Mosca     | 1965-66, 1966-67, 1968-69                                                       |
| 2      | SZKIF Krasznodar  | 1990-91, 1991-92                                                                |
| 2      | Dinamo Astrachan' | 1989-90                                                                         |
| 1      | Atletasz Kaunasz  | 1962-63                                                                         |
| 1      | Atletasz Kaunasz  | 1962-63                                                                         |